# Щекотова
Щекотова́ (бел. Шчакатава́) — деревня в Мозырском районе Гомельской области Беларуси. Входит в состав Слободского сельсовета.

## География
В 9 км на запад от Мозыря, 6 км от железнодорожной станции Козенки (на линии Калинковичи — Овруч), 142 км от Гомеля.
На реке Тур (приток реки Припять).

## История
По письменным источникам известна с XVIII века как деревня в Мозырском повете Минского воеводства Великого княжества Литовского. После 2-го раздела Речи Посполитой (1793 год) в составе Российской империи. В 1834 году в составе поместья Прудок. В 1879 году обозначена как село в Скрыгаловском церковном приходе. В 1908 году в Слобода-Скрыгаловской волости Мозырского уезда Минской губернии.
В 1931 году организован колхоз. Оккупанты во время Великой Отечественной войны создали в деревне свой гарнизон, разгромленный 30 августа 1943 года партизанами. Каратели полностью сожгли деревню и убили 12 жителей. 23 жителя погибли на фронте. Согласно переписи 1959 года в составе колхоза имени М. В. Фрунзе (центр — деревня Большие Зимовищи).

## Население
- 1795 год — 17 дворов, 110 жителей.
- 1897 год — 24 двора, 160 жителей (согласно переписи).
- 1908 год — 202 жителя.
- 1925 год — 42 двора.
- 1940 год — 68 дворов, 177 жителей.
- 1959 год — 171 житель (согласно переписи).
- 2004 год — 12 хозяйств, 13 жителей.

## Транспортная сеть
Транспортные связи по просёлочной, затем автодорогам, которые отходят от Мозыря. Планировка состоит из изогнутой меридиональной улицы, застроенной деревянными крестьянскими усадьбами.